# Jesse Schultz
Jesse Schultz (* 28. September 1982 in Strasbourg, Saskatchewan) ist ein kanadischer Eishockeyspieler, der seit September 2017 bei den Cincinnati Cyclones in der ECHL unter Vertrag steht.

## Karriere
Jesse Schultz begann seine Karriere als Eishockeyspieler in der kanadischen Juniorenliga Western Hockey League, in der er von 1999 bis 2003 für die Tri-City Americans, Prince Albert Raiders und Kelowna Rockets aktiv war. In seinem letzten Juniorenjahr gewann er mit Kelowna den Ed Chynoweth Cup, die Meisterschaft der WHL. An diesem Erfolg hatte der Flügelspieler großen Anteil, da er in den Playoffs sowohl bester Torschütze, als auch Topscorer der Liga war und zum WHL Playoff MVP ernannt wurde. Zudem wurde er in das WHL West First All-Star Team gewählt. Nachdem er die Saison 2003/04 überwiegend als Stammspieler bei den Columbia Inferno aus der ECHL verbracht hatte, spielte er in den folgenden drei Jahren für deren Kooperationspartner Manitoba Moose aus der American Hockey League. In der Saison 2006/07 stand er zudem in seinen einzigen beiden Spielen in der National Hockey League für die Vancouver Canucks auf dem Eis.
Die Saison 2007/08 verbrachte Schultz bei den Chicago Wolves, mit denen er den Calder Cup gewann. Die folgende Spielzeit absolvierte er bei deren Ligarivalen Houston Aeros. Zur Saison 2009/10 ging der Kanadier erstmals nach Europa, wo er die Spielzeit beim IF Björklöven in der HockeyAllsvenskan, der zweiten schwedischen Spielklasse, begann, ehe er sie bei den Nürnberg Ice Tigers aus der Deutschen Eishockey Liga beendete. Für die Franken erzielte er in 21 Spielen vier Tore und gab weitere acht Vorlagen. In den Playoffs bereitete er weitere zwei Tore bei seinen vier Einsätzen vor. Daraufhin wurde sein Vertrag nicht verlängert, sodass er vereinslos war. Erst im Oktober, als die italienische Eishockeymeisterschaft bereits gestartet war, unterzeichnete der Kanadier einen Vertrag beim SG Cortina aus der Serie A1. Nach dem vorzeitigen Saisonaus in Italien beendete er die laufende Saison bei Rapid City Rush aus der Central Hockey League, wo er auch die nächste Saison verbrachte. Es folgte die Rückkehr nach Italien. Diesmal unterschrieb er beim Aufsteiger Milano Rossoblu. Diese verließ er bereits nach acht Spielen mit nur vier Scorerpunkten (zwei Tore, zwei Assists), um anschließend drei Saisons bei Rapid City Rush auf dem Eis zu stehen. Zur Saison 2015/16 wechselte er in die DEL2 zum SC Riessersee.
Anschließend führte ihn sein Weg über die Sheffield Steelers sowie den ungarischen Debreceni HK zum slowakischen HC Nové Zámky, wo er jedoch jeweils nur kurzzeitig aktiv war. Im September 2017 kehrte er nach Nordamerika zurück und schloss sich den Cincinnati Cyclones aus der ECHL an, bei denen er prompt zum Leistungsträger avancierte und in den folgenden beiden Spielzeiten im Schnitt mehr als einen Scorerpunkt pro Spiel erzielte. In der Saison 2018/19 führte er gar die ganze Liga in Punkten (80) an und wurde daher als ECHL Leading Scorer ausgezeichnet, während er auch als ECHL Most Valuable Player geehrt und ins ECHL First All-Star Team berufen wurde.

## Erfolge und Auszeichnungen
| - 2003 President’s-Cup-Gewinn mit den Kelowna Rockets - 2003 WHL West First All-Star Team - 2003 WHL Playoff MVP - 2003 Bester Torschütze der WHL-Playoffs - 2003 Topscorer der WHL-Playoffs - 2008 Calder-Cup-Gewinn mit den Chicago Wolves | - 2018 ECHL Second All-Star Team - 2019 ECHL Most Valuable Player - 2019 ECHL Leading Scorer - 2019 ECHL First All-Star Team - 2020 ECHL Second All-Star Team |

## Familie
Seine Cousins Nick Schultz und Kris Schultz sind bzw. waren ebenfalls professionelle Eishockeyspieler.